# Оддоне Монферратский
Оддоне Монферратский (Oddone di Monferrato, также известный как Othon de Montferrat, Ottone Candido, Ottone da Tonengo, его имя также иногда пишут как Otto) — католический церковный деятель XIII века. На консистории 1227 года был провозглашен кардиналом-дьяконом с титулом церкви Сан-Никола-ин-Карчере. В 1244 году стал кардиналом-епископом диоцеза Порто. Участвовал в выборах папы 1241 (Целестин IV) и 1243 годов.